# RideLondon Classique 2023
De negende vrouweneditie van de wielerwedstrijd RideLondon Classique, met start in Saffron Walden en finish in Londen, werd gehouden van 26 tot en met 28 mei 2023. De wedstrijd maakt deel uit van de UCI Women's World Tour 2023. Titelverdedigster Lorena Wiebes was niet aanwezig. De Nederlandse Charlotte Kool won twee van de drie etappes en tevens het eind- en puntenklassement.

## Deelnemende ploegen
Negen World Tourploegen namen deel, aangevuld met tien continentale ploegen.
| UCI World Tour teams                                            | UCI World Tour teams                                 | UCI Continental teams                                        | UCI Continental teams                                                                       |
| --------------------------------------------------------------- | ---------------------------------------------------- | ------------------------------------------------------------ | ------------------------------------------------------------------------------------------- |
| Canyon-SRAM DSM FDJ-Suez Israel Premier Tech Roland Jumbo-Visma | Liv Racing TeqFind Trek-Segafredo UAE Team ADQ Uno-X | AWOL O'Shea BePink Ceratizit-WNT Cofidis Coop-Hitec Products | DAS-Handsling Bikes Lifeplus Wahoo Parkhotel Valkenburg Saint Michel-Mavic-Auber 93 Torelli |

## Etappe-overzicht
| etappe | datum  | start          | finish     | afstand  | type       | winnaar        | klassementsleider |
| ------ | ------ | -------------- | ---------- | -------- | ---------- | -------------- | ----------------- |
| 1      | 26 mei | Saffron Walden | Colchester | 149,7 km | Heuvelrit  | Charlotte Kool | Charlotte Kool    |
| 2      | 27 mei | Maldon         | Maldon     | 133,1 km | Heuvelrit  | Chloé Dygert   | Charlotte Kool    |
| 3      | 28 mei | Londen         | Londen     | 91,2 km  | Vlakke rit | Charlotte Kool | Charlotte Kool    |

## Klassementenverloop
| Etappe       | Winnaar        | Algemeen klassement · | Puntenklassement · | Bergklassement · | Jongerenklassement · | Ploegenklassement |
| ------------ | -------------- | --------------------- | ------------------ | ---------------- | -------------------- | ----------------- |
| 1            | Charlotte Kool | Charlotte Kool        | Charlotte Kool     | Hanna Johansson  | Eleonora Gasparrini  | Canyon-SRAM       |
| 2            | Chloé Dygert   | Charlotte Kool        | Charlotte Kool     | Hanna Johansson  | Eleonora Gasparrini  | Canyon-SRAM       |
| 3            | Charlotte Kool | Charlotte Kool        | Charlotte Kool     | Hanna Johansson  | Eleonora Gasparrini  | Jumbo-Visma       |
| 0Eindstanden | 0Eindstanden   | Charlotte Kool        | Charlotte Kool     | Hanna Johansson  | Eleonora Gasparrini  | Jumbo-Visma       |

Mannen:
2011 · 
2012 (Olympische wegrit mannen / vrouwen) · 
2013 · 
2014 · 
2015 · 
2016 · 
2017 · 
2018 · 
2019 · 
2020 · 
2021 · 
Vrouwen: 2013 · 2014 · 2015 · 2016 · 2017 · 2018 · 2019 · 2020 · 2021 · 2022 · 2023 · 2024 · 2025
Tour Down Under ·
Cadel Evans Great Ocean Road Race ·
Ronde van de Verenigde Arabische Emiraten ·
Omloop Het Nieuwsblad ·
Strade Bianche ·
Ronde van Drenthe ·
Trofeo Alfredo Binda-Comune di Cittiglio ·
Brugge-De Panne ·
Gent-Wevelgem ·
Ronde van Vlaanderen ·
Parijs-Roubaix ·
Amstel Gold Race ·
Waalse Pijl ·
Luik-Bastenaken-Luik ·
La Vuelta España Femenina ·
Itzulia Women ·
Ronde van Burgos ·
RideLondon Classic ·
Ronde van Zwitserland ·
Giro Donne ·
Tour de France Femmes ·
Ronde van Scandinavië ·
GP de Plouay-Bretagne ·
Simac Ladies Tour ·
Ronde van Romandië ·
Ronde van Chongming ·
Ronde van Guangxi
Afgelaste wedstrijden: The Women's Tour ·
Postnord Vårgårda WestSweden